# スト権スト
ストライキ権奪還ストライキ（ストライキけんだっかんストライキ）またはスト権スト（ストけんスト）は、なんらかの理由でストライキ行為を法令により禁止されている労働者が、ストライキを行う権利を求めて（禁止を不当とする立場から見れば、権利を「奪還」しようとして）行うストライキである。それ自体が法令に違反するかどうかは、事例により解釈の余地がある。
日本で単にスト権ストと言った場合、公共企業体等労働組合協議会（公労協）が行った日本国有鉄道（国鉄）のストライキ、特に1975年（昭和50年）11月26日から12月3日にかけてのものを指すことが多い 。本項ではこれについて詳述する。

## 公労協のスト権スト

### 前史
公共企業体（いわゆる三公社五現業）の職員は、公共企業体等労働関係法（昭和23年法律第257号、略称「公労法」）によってストライキが禁止された。これは、1948年（昭和23年）7月に連合国軍最高司令官総司令部が発した「政令201号」が「公務員の争議行為禁止」を定めたことに端を発し、公労法に引き継がれたものである。法律ではスト禁止の補完として、公共企業体仲裁委員会と公共企業体調停委員会（のちに公共企業体等労働委員会に一本化）を設置し、労使紛争はこの機関による調停・裁定によって解決するものとした。
のちに公労協（1953年〈昭和28年〉結成）に加わる国鉄労働組合（国労）は当初この調停や仲裁に解決を委ねる姿勢を取ったが、日本国政府が調停・裁定案を「財政の逼迫」等を理由に実施しないケースが相次いだことから、1952年（昭和27年）に順法闘争の実施に踏み切る。その後、「一斉休暇」や「時間内職場集会」といった「順法スト」も戦術に加える。
1956年（昭和31年）の公労法改正で、政府に調停・裁定案の実施努力義務が盛り込まれたが、国労は1957年（昭和32年）の春闘で「仲裁審議の遅延を図った」等を理由に、順法闘争や順法ストを実施。関係者への処分に対して、さらに撤回闘争をおこなった。1961年（昭和36年）3月、公労協は初めて公式に次のようなスト宣言をおこなって、ストライキに踏み切った。

### ILO87号条約批准闘争
1958年（昭和33年）以降、組合・組合団体やその上部組織である総評は国際労働機関（ILO）の87号条約（結社の自由及び団結権の保護に関する条約）に公労法のスト禁止規定や、4条3項の職員でなければ組合員になれない規定が違反しているとして、日本が批准していなかった同条約の批准闘争やILOへの提訴を相次いでおこない、ILOは1962年（昭和37年）に日本で条約が批准されないことへの失望を表明した。
1965年（昭和40年）1月にはILOより「実情調査調停委員会」（ドライヤー調査団）が日本の状況について関係者への聴取を含む調査をおこない、8月に報告書を発表した。この報告書の中では現状のスト権全面禁止や組合側が主張する全面回復はいずれも非現実的であるとし、合理的な妥協を求めるとともに、現在のスト禁止に対する補完措置が不十分であるとした。
これに前後して、批准案は第1次佐藤内閣下同年5月14日に国会で可決成立していたものの、公共企業体職員のスト権問題は、政治的課題として残されることになった。政府は公共部門の労使関係に関する首相の諮問機関として「公務員制度審議会」を設置したが、ストライキ権についての取り組みは先送りされた。

### 生産性向上運動中止後の状況
1972年（昭和47年）になってようやく同審議会内で本格的な審議が開始された。しかし、審議会を構成する委員（使用者・労働者・公益から選任）間での対立が激しく、1973年（昭和48年）9月の答申では『ストライキ権』について、
- 禁止継続
- 国民生活に影響の少ない部分に限り認可
- 条件付きで全面認可

の3論について併記とし、この問題の解決を「三公社五現業等のあるべき性格について、立法上および行政上の抜本的検討」を求める形で、事実上政府に委ねることになった。
一方、国鉄の収支が赤字に転落した1964年（昭和39年）から、国鉄当局は合理化の方針を打ち出し、これに反対する組合との間で紛争が激化した。戦術はエスカレートし、当局がそれに対して職員の処分を実施してさらなる「処分撤回闘争」が起きた。こうした闘争と処分のループは管理者側を疲弊させるとともに、組合側にも処分された組合員への補償で財政的負担を強いるものであり、両者がスト権付与を求める動機ともなった。また、国鉄当局がスト権付与と共に、当事者として求められる経営の自主権を確保する狙いもあったのではないかという指摘も存在する。
1971年（昭和46年）に生産性向上運動が取りやめとなってからは、国労・動労は攻勢を強め、「スト権奪還スト」を矢継ぎ早に打つようになっていった。このため首都圏の国電では運休や遅れが相次ぎ、利用者には不満が鬱積していった。
これに対して、国鉄は人事刷新を行い、1973年（昭和48年）秋に技術畑出身の藤井松太郎が総裁に就任した際に、職員局長経験を持つ井上邦之を副総裁、瀧山養を技師長とした。労政問題を担当する職員局の人事も刷新され、職員局長には加賀谷徳治（労務担当重役兼任）が就き、労使安定路線を推進していた。その原動力になっていたのは、労働畑一本の経歴で職員局労働課長の川野政史と職員課長の大森義弘であり、組合側へのパイプを持ち、難問解決の実績から信頼を勝ち得ているとされていた。
1974年（昭和49年）の春闘では折からのインフレに対応する賃上げと公共企業体のスト権問題から、私鉄総連も加わった大規模なストが敢行された。労使間交渉の結果、総評を主体とした「春闘共闘委員会」と政府の間で、スト権問題を検討する関係閣僚懇談会を設置して結論を「可及的かつ速やかに出す」という「五項目合意」が交わされた。この際、政府側から「1975年の秋ごろまでに結論を出す」という口頭での表明があった、と労組側は発表した。これにより、1975年（昭和50年）秋がスト権問題の山場として認識されるようになった。1974年（昭和49年）5月、合意に基づき、内閣官房長官を長とする「公共企業体等関係閣僚協議会」が設置され、内閣官房副長官の川島廣守が事務局長となった。協議会は諮問機関として学識経験者等で構成される「専門委員懇談会」を設置し、懇談会は8月から本格的な審議を開始した。

### スト権容認論からスト突入へ
1974年（昭和49年）12月に内閣総理大臣に就任した三木武夫は「対話と協調」を掲げ、労働側とも対話する姿勢を示した。1975年（昭和50年）の春闘において、国鉄総裁の藤井松太郎は、「組合側の良識ある行動に期待」する形で前年度闘争の処分を「当分留保する」と発表。こうした状況を受け、三木は官房長官の井出一太郎に「ストと処分の悪循環を断ち切りたい」と述べたという。5月31日、国鉄当局は留保していた前年以降の争議関係者の処分を発表。国労と国鉄動力車労働組合（動労）は順法闘争に入り、公労協も処分撤回とスト権確保を掲げてストを予定した。これに対して井出官房長官はスト権についての政府の意向を国会の社会労働委員会で明らかにすると発表、6月3日の国会で長谷川峻労働大臣は、スト権付与を求める社会党の田辺誠の質問に答える形で「ストと処分の悪循環を断ち切る方向で努力したい。公務員制度審議会答申に沿って関係閣僚協議会で慎重に対処していきたい」「近く専門委員懇談会が開かれるので、その席で労使双方に腹蔵なく意見を述べてもらいたい」と答弁した。実はこの質問と答弁は、前日に政府と社会党・公労協各組合の間で調整を図って決められていたものであった。答弁は「スト権問題に前向きに取り組む」というものであったが、労組側は政府側が自らの姿勢に賛同を示したものと受け取った。この時期、政府は労働基本権についての意識調査を実施している。
しかし、専門委員懇談会の委員の多くはスト権付与に慎重もしくは反対とみられていた。上記の意識調査で、国鉄にスト権を付与することに反対する意見が55 ％（賛成22 %、不明23 %）、スト権を与えた場合の労使関係について「激しくなる」が35 %、「変わらない」が23 %（「安定する」8 %）という結果が示されたこともそうした意見を後押しした。一方三木は「明らかに条件付き付与であった」と委員の一人で三木のブレーンでもあった加藤寛は証言している。その間で閣僚協議会事務局長の川島は対応に苦慮した。川島自身はこの問題は労働問題ではなく政治問題と見ており、スト権付与には批判的だった。川島は同じく付与に否定的だった自民党副総裁の椎名悦三郎の意も受けて、懇談会の答申を「経営形態の議論なしにスト権の付与を認めるべきではない」とする方向への誘導を図る。「条件付き付与」に賛成していた加藤寛はこの過程で「付与よりも経営形態の議論が必要」という意見に転じた。10月に経済学者の小宮隆太郎が『週刊東洋経済』に発表した論文「公共部門のストライキ」もそれを後押しした。加藤は「スト権を認めないと大変なことになる」と口にした三木に、「それは無理です。今や労働組合は、国家転覆すら考えているのではないかと思われる行動をしているのです。このような行動を認めると、日本はこれから再建することができなくなります」と述べたという。
一方、公労協では「山場」とした秋に向けて闘争戦術が練られていった。9月には回答期限を11月末として12月から大規模ストを構えるというスケジュールが決定し、発表される。
こうした情勢の中、国鉄の井上邦之副総裁は10月9日の専門委員懇談会において「スト権を与えないなら有効な抑制措置、与えるなら行使に当たっての規制措置が必要で、国鉄が労働条件の問題を自主的・弾力的に解決できる能力を持つことが不可欠」と述べた。これは自民党からの圧力の中で、総裁の進退にもつながるスト権への明言を避ける一方、現状の改革の必要性を訴えるぎりぎりの発言だった。しかし、この発言に組合側は反発し、総評側の懇談会委員であった岩井章は委員を辞任してストへの構えを見せ、各地の現場でも管理職を突き上げる事態になった。国鉄の労務当局はすでに「労使関係正常化のために条件付き付与」の意向を固めており、これらも踏まえて藤井総裁は10月21日の衆議院予算委員会において、条件つきでスト権付与を認める考えを明らかにした。日本専売公社や日本電信電話公社の総裁もこれに同調した。

### スト権ストの計画策定
| 総評系           | 国鉄労働組合               | 248,096 |
| 総評系           | 国鉄動力車労働組合         | 46,827  |
| 同盟系           | 鉄道労働組合               | 68,028  |
| その他           | 国鉄職員組合               | 81      |
| その他           | 国鉄労働協議会             | 5       |
| その他           | 全国鉄施設労働組合         | 5,600   |
| その他           | 全国鉄動力車労働組合連合会 | 8,071   |
| その他           | 国鉄東京電気工事局労働組合 | 9       |
| 組合員総合計     | 組合員総合計               | 866,717 |
| 任意未加入者合計 | 任意未加入者合計           | 11,884  |

これを受けて公労協と傘下組合は闘争の具体的戦術を策定した。
11月1日、公労協は官房長官と会見し、以下の要求を含めた統一要求書を提出した。
- 公労法を撤廃し、公企体等労働者のすべてにスト権を保証し、法制化まで一切の処分を行わないこと。
- 現在までのすべての不当処分を撤回すること。

国会の山場が11月下旬から12月上旬とみられることや専門委員懇談会の答申がやはり11月下旬頃と想定された。当時公労協は国労、全逓、全電通のトップが代表幹事となって意思決定を行っていた。全電通の書記長として代表幹事になっていた山岸章によれば10月22日、公労協参加組合の委員長・書記長会議にて、国労東京地本出身で日本労働組合総評議会（総評）事務局長だった富塚三夫が11月26日にストを開始する案を主張し始めたと言う。山岸はこの案に反対した。「政府に判断する余裕も与えずストに入るのは世論対策上プラスではない」というのが理由であった。しかし、他組合の首脳達は富塚案に賛成し、この方針が決定した。結局11月5日に「11月26日から10日間をめどにストに突入する」という方針が正式決定された。しかし富塚は11月10日に「ストは12月からに。情勢が変わった」と意見を変えた。このため山岸は「引っくり返すとはどういうことか」と憤り、「この際「もうやめてくれ」という声が下部から出てくるまで徹底的にやらせたほうが、力の論理では問題は解決できないことがよくわかる」と考え、当初案の26日決行を妥協せず、変更案は流れた。
富塚によると、当初予定していたスト戦術は「最初の4日間は全面スト、次の3日間は戦術ダウン（新幹線・国電は運行）して交渉をしやすくし、そこで折り合わなければ再び3日間全面ストをする」というものであった。また、全逓や全電通など他の組合は日ごとに別の場所でストをおこなう「波状スト」を計画した。公営交通の組合で作る都市交通労組も支援のため時限ストを構えることになった。
その一方、富塚は自民党福田派に属する労働族の有力議員（倉石忠雄・山崎五郎ら）と接触し、「条件付き付与」に理解を示していた彼らを取り込んで、政府・自民党に影響を与えようと動いていた。特に倉石は自民党の公労法問題調査会の座長を務め、富塚はスト権問題での党内のキーマンと見ていた。スト突入の数日前、倉石は富塚に対し「自民党の各派閥や実力者を納得させるにはある程度のストに入らないと解決しないだろうが、三日以内のごく軽微なもので早い時期に解決させなければだめだ」と話したという。
政府側は（スト前日の）11月25日までにスト権問題の結論を出すことは困難と表明。前内閣総理大臣（当時）の田中角栄率いる田中派（七日会）は「違法ストに対して強硬に対処せよ」と公労協に対して強い反発を示し、自民党幹事長の中曽根康弘も強硬な姿勢を見せていた。11月22日には中曽根と三木が会談し、「違法ストには妥協せず、ストが決行されれば厳重に処置する」という方針を確認した。三木もすでにスト権容認を口にできない状況になっていた。
これらを受け、11月22日に公労協はストライキの突入を指令し11月26日、公労協は一斉にストに突入した。
なお、ストに突入した26日、公共企業体等関係閣僚協議会はようやく答申を提出し、国鉄に関し下記の様に述べた。
この内容は、川島の意向に沿って事実上スト権を容認せず、経営形態についての議論を優先し、その中で併せてスト権についても検討するべきというものであった。組合側は反発し、主な全国紙も社説でこの答申を批判した。泉専売公社総裁も「公社を無能力扱いするもの」と批判した。藤井国鉄総裁は「今の段階で内容をとやかく言う段階ではない」と述べ、持論の条件付付与論を繰り返した。一方、政府はこれを受けてスト権に関する見解の策定に入った。
なお、スト直近の報道などによれば各組合の組織比率は下記のようになっており、国労、動労を合計すると全体に占める割合が大きいことが理解できる。

### ストへの支援
上述の取り決めに従って、公労協のスト突入に合わせ、公営交通の組合が打ったストを中心として支援ストを記すとつぎのようになる。
まず、東京都労働組合連合会系の東京交通労働組合などが支援の為にストを実施している。これにより東京都交通局各路線では26日は始発から正午までの半日スト、27日、28日は全日ストとなり、都合500万人余りの足が奪われた。同様の支援ストは他に横浜、川崎、名古屋、京都、神戸の計7都市で半日ストなどが実施され、仙台では午前8時までの時限ストが実施された。東亜国内航空も27日に全日ストを打って支援した。民間では全日通が27日に全日ストを打った。運輸分野以外でも全林野、全専売、全印刷など公社系労組が支援ストを打っている。
なお、ストライキ突入にあわせて革マル派は支援の為のゲリラ闘争（運行妨害）を開始し、都内の地下鉄各線や名古屋地区の民鉄などでタイヤを投げ込むなどの実力行使を行った。このため、運転見合わせが数度発生している。

### ストの開始
国鉄には日をまたいでローテーションが完結する運用が多数あったため、列車の運休はスト前から始まっていた。『交通新聞』によれば、ストを控えた25日には貨物列車の3分の1が運休し、フレートライナーに至っては1本しか走らなかったことを報じていた。
そして11月26日、スト突入により、国鉄では旅客はほぼ列車の運転を休止し、運行したのは約3%余り、660本に過ぎなかった。当時一日5100本設定されていた貨物列車はほぼすべて運休した。僅かに動いていた貨物は新潟、金沢、広島地区の列車で、26日に60本が動いたことが報じられている。また中間抑留となった貨物列車は176本であった。

### 混乱する大都市輸送
旅客輸送では鉄道（特に国鉄）への依存度が高く、国労・動労の組織率も高い首都圏を中心に通勤・通学客に大きな影響を与えた。マスコミはスト突入にあわせて職場に泊り込むサラリーマンや休校に追い込まれる学校、並行私鉄線の混乱などを大きく報じた。
定量的には、朝ラッシュ時に井の頭線で通常の7割増、東横線で6割増、銀座線で5、6割増、丸ノ内線にてラッシュピークが約30分繰り上がる、などといった数字が挙げられている。新宿駅、横浜駅などでは乗車まで30 - 40分待ちとなったため長蛇の列が出来、改札止めが実施された。京成線では混雑のため列車の窓ガラスは軒並み割れてしまったという。ガラスが割れたり、負傷者が出たのは、私鉄線が並行していないか、あっても国鉄に比較して輸送力の小さい東北、常磐、千葉方面が主であった。
ただし、私鉄総連による時限ストが打たれた28日、週末であった29日、30日、国労・動労がスト体制を強化して再攻勢に出た12月1日など、混雑の度合いはストの中間で大きな変化を見せている。この点についてはそれぞれ後述していく。

### ストへの対応策

#### 生活物資輸送
一方政府は、貨物輸送がストップすることで首都圏の生活物資が不足し、社会混乱が発生する事態を想定。防衛庁などとも対応を協議した。この日、関係閣僚からなる「生活物資等確保緊急連絡本部」が政府内に設置された。政府は事前にストに備えて全日本トラック協会に協力を要請し、振替輸送を準備していた。これに対応するため全国の故障したトラックが整備され、東京周辺に集結した。
農林水産省では年末の輸送対策も兼ねて食料品緊急輸送対策連絡会議を設け、北海道をはじめとする11道県に生鮮食料品対策協議会を通じ大消費地に対する繰上げ輸送を行わせたり、貨車輸送からトラック輸送への振り替えを図るなどの指導が行われた。大口の需要が見込まれるレストランやデパートではスト中の客足減少を見込み、仕入れを減らす店が相次いだ。
道路運送法34条による緊急輸送命令に対応可能なトラックは11月21日には延べ2,300台、日量2万トンの輸送体制を固めていた。しかし、緊急命令以外の官民挙げての生活物資輸送対策が功を奏し、28日には運輸省が「緊急命令を出す段階ではない」と官邸に報告した。しかし長期化の様相を見せる中、農林省サイドからは生鮮食料品の不足が懸念され、結局、緊急輸送命令の発動は29日となった。輸送品目はジャガイモ、タマネギ、リンゴ、ミカン等。最終的に動員した一日の輸送力は5,700 t、トラック約1,000台で、国鉄が当時一日に輸送していた生鮮食料品の量と釣り合う形にされた。トラック代行による運賃の差額は一日6,000万円だった。

#### 関西私鉄のスト対策
1975年（昭和50年）当時、京阪神地方は「私鉄の方が国鉄の輸送力を上回る」と『交通新聞』にも書かれるような状態だったが、それでも乗客の足並みは首都圏ほどではないにせよ、乱された。なお、『交通新聞』によれば関西私鉄はこのストの対応策として下記のような手を打っている
- 阪急：各駅、踏切監視要員等計157人を増員するが、増発は実施せず改札止めで対応。
- 阪神：石屋川駅、西宮駅に予備車各1本を留置し増発準備態勢を取り、各駅に計30名の社員を増員配置した。事前の人出予想は3割増を見込んだ。
- 近鉄：名阪特急の一部を増結、生駒線の4両編成運転時間を延長、18駅で計52人を増員。事前の人出予想は3割増を見込んだ。
- 京阪：駅員増員のみ実施
- 南海：増発はしない予定だが、駅員は非番を動員して増員。事前の人出予想は2割増を見込んだ。

これに対して、11月26日の実績値では次のようになった。
- 阪急：高槻市駅、富田駅で平常の6割増。芦屋川駅で5割増。神戸線下り全体で5割増、同上り4割増。京都線は上下とも2割増。
- 阪神：全体で30 %増。常時5分ほどのダイヤ乱れが発生。
- 近鉄：全体で10 - 20 %増。生駒線は30 %増。上本町駅50 %増、近鉄難波駅30 %増。
- 京阪：全体で5 - 10 %増。国鉄線に近い京阪山科駅、浜大津駅では30 %増。
- 南海：南海本線、高野線で30 %増

### スト中も動き続けた国鉄の線区
なお、経営側と穏健策を取る鉄道労働組合（鉄労）はストに参加せず、国労と動労に対する批判を継続した。ストの直前の段階では、鉄労はスト権容認論への賛意を滲ませつつ、国労・動労がストに入った場合の「列車運行の安全性」を名目として、スト中の就労を拒否する構えを見せていた。読売新聞はこれを事実上同調と書いた。しかしストが始まると、鉄労は可能な限り列車の運行に努める事になった。ただし、次に説明していくように、鉄労全体での統一が取れた行動とはならず、組織比率が高く、管理者側との合意が成った線区に限られている。

#### 金沢鉄道管理局
金沢鉄道管理局内の北陸本線では鉄労運転士が、ストの全期間に朝夕それぞれ通勤、通学列車を運転していた。一般的に運転要員は国労、動労の組織比率が高いが、同管理局管内には鉄労の運転士、機関士が450人おり、管理者の下位職務代行と鉄労組合員の動員によって、福井駅 - 富山駅間は一日平均で平常の4割の列車を動かし続けていた。鉄労の北陸地本委員長によれば鉄労組合員の乗務に際し、動労組合員が周囲を囲み、「うじ虫」などと罵声で送り出していた旨を語っている。一方動労の北陸地本の委員長は「スト中に列車が走るのは残念だ」とコメントしている。結局、同管内でのストによる効果は限定的なものにとどまった。
同管内では、他に七尾、小浜、越美北、能登、氷見、城端、大糸（糸魚川口）、高山（富山口）の各線にて、11月26日の実績で38 - 73 %の列車が運行された。このような運行はスト中継続されたが、いずれも通勤通学客が専ら利用するのみで、たとえ運行しても昼間は平常にも増してガラガラの状態であったという。
しかし、週末をまたいだ1日には国労・動労がスト戦術を「強化」したため、金沢管内でも運転率は20 %に低下した。ところが、金沢管内の鉄労、管理者の不屈の意志も固く、スト最終日の12月3日には運転率は28 %に盛り返した。

#### 北陸本線周辺以外で動いていた線区
ほかに動いていたのは下記の通りで、いずれも鉄労の影響力の強い地域であった。
- 東北本線：仙台鉄道管理局周辺、平日の半分強
- 奥羽本線：秋田鉄道管理局管内までまたがる秋田、山形周辺、平日の35 - 45 %
- 信越本線：新潟鉄道管理局周辺、平日の15 %
- 越後線：新潟鉄道管理局、平日の80 %

中でも東北地方は北陸に次いで運転本数の多い線区が残った地域であり、会津、日中、仙石、大湊、大畑、気仙沼の6線区では11月26日は全列車が運転された。

#### 失敗に終わった京阪神地区での運転構想
なお、大阪鉄道管理局管内は鉄労の牙城で、1971年（昭和46年）の組織構成比率では国労1万4,000人に対して鉄労2万人と上回っており、1972年（昭和47年）の春闘までは一部の列車を運行させていた。しかし、それ以降は「かえって混乱を招き危険だ」として管理局の判断で全面運休の方針となっていた。スト権ストの際、上部組織の民社党は国鉄当局へスト拠点指定を受けていない地区での列車運行を申し入れた。この提案には内閣官房長官の井出一太郎も同調した。また、大鉄局に対して大阪地本が「ラッシュ時の運行は無理としても、昼間の時間帯ならある程度電車は走らせられる」と申し入れている。鉄労大阪地本案の立てた運行計画は下記のような内容であった。
- 大阪環状線：40分に1本程度
- 東海道本線、山陽本線：1時間に1本程度（京都駅－西明石駅間、普通電車のみ）

しかし、民社党の申し入れに当局側は「事故を防ぐ」という説明を繰り返して提案には乗らず、大鉄局は「慎重に検討する」と述べただけだった。なお大鉄局は信号関係、終着駅での折り返しを理由に挙げている。そのため、民社党は「労使がアベックで列車を止めている」と批判した。

### ストが効果を挙げなかった背景
公労協側はこのストによって物流が停止し、生活物資の入手が困難になり国民生活に打撃を与えることを想定していた。それが政府に対する圧力となることを期待したのである。政府側などで最も憂慮していたのも生鮮食品の輸送であった。しかし、スト2日目においても神田市場、築地市場は活況を呈していた。都内の物価はスト4日目から値下がりに転じ、大きな混乱は起こらなかった。
元来毎年の政府調査において、鉄道貨物のシェアは下記のように大きな低下傾向にあった。
「輸送機関別貨物輸送分担率」（トンキロベース、単位%）
ストに際しての調査でも、生活物資輸送の大半は既に自動車にシフトしている実情が裏づけされた。モータリゼーションの進展に加え、遵法闘争をはじめとする度重なる争議により、既に貨物輸送における鉄道の信用は大きく下がっていたのである。これは公労協にとって大きな誤算であった。以下、それぞれの点について解説する。

#### 国鉄の競争力低下要因
スト当時、鉄道側に内在した問題としては下記2点が挙げられている。
1. 貨物輸送が近代化の波に乗り遅れた
2. 1972年（昭和47年）頃より激化した遵法闘争による荷主離れ

西村まさ子によれば、遵法闘争が実施された場合、ストの前後は旅客輸送を優先するため、闘争の前後数日は大幅な運休を出していた。1970年代前半の国鉄貨物輸送は「年間100日」近くも闘争の影響を受け、安定輸送が不可能となっていた。なお、旅客列車の優先は組合側も意識しており（旅客列車を止めると世論から強く批判されるため）、戦術的には貨物列車が標的にされた。

#### 生鮮食品の特性
その他の理由として、生鮮食品が自動車輸送に転移しやすい性格を持っていたことが挙げられている。生鮮食品は傷つき腐敗しやすく、品目、形状が多種多様で、画一的な商品管理にはなじまなかった。農産物にとっては新鮮さが命であるが、軟弱野菜、高級果実、花卉、家畜の生体輸送、牛乳配送など鮮度低下率の大きな品目ほど、高速・安定輸送を求めた。スト前の時点で、生鮮食品全体の傾向として、季節によっては90 %がトラック輸送に切り替わっており、青果物に至ってはスト数年前の市場搬入調査にて自動車輸送が97 - 99 %に達していたため、輸送機関調査から省略されていた程であった。極一部の商品以外は鉄道輸送に依存するものは無くなっていた。
なお、組合が偵察に人をやって驚愕したエピソードのある築地市場は、1935年（昭和10年）に完成した当時としても古い建物で、本来トラック輸送に向いた設計がされていた訳ではなかった。しかし、ストの数年前から冬の降雪期には北日本からの貨車到着が遅延しており、これらに載った商品は「翌日売り」となって値が下がる問題があったので、トラック輸送が試行されていた。自動車の普及により1968年（昭和43年）に登場し、トラック輸送に適応した設計となっていた平和島の京浜トラックターミナルの場合、10トン、8トン積みの大型トラックが後楽園球場5倍の面積の敷地にひしめいていたという。そして、スト終息後も出入の台数が減少することはなかった。
なお、成城大学教授だった岡田清によれば、鉄道に依存した貨物は高いサービス水準を要しない原材料などの調達物流や荷主の運賃負担力の低い品であり、トン数ベースで国鉄貨物の56 %を占めていた専用線貨物がそれに該当する。対して、ストの標的になりやすい貨物は近代化の花形であったコンテナ輸送であった。上述のように生産から消費までのタイムスパンが短く、運賃よりサービス競争に重きが置かれる貨物を運んでいたからである。
ただしストが更に長引いていた場合には、世論や荷主の支持とは別に、内陸における灯油やガソリンの供給に支障を来たし、結果として内陸部の自動車交通に影響が出た可能性も指摘されている。

#### モータリゼーション
スト当時、日本国内で高速道路網の建設は急速に進展しており、『道路建設』によればスト当時17路線、1,856.3 kmが供用されていた。また、当時の貨物需要の内9割は200 km以下の短距離輸送であり、この距離では高速道路が未開通の地域でも国道バイパスなどの整備により自動車が圧倒的な競争力を持っていた。スト期間中の高速道路の通行量はスト前と比較し平日、土曜日共に各路線でおおむね10 %程度の伸びを見せ、指標によっては3割以上増加した路線もあった（脚注参照）。その他の一般道についても、高度経済成長によって舗装、一次改築、歩車分離、バイパス、新道、拡幅等の整備が図られていた。
平成元年度運輸白書での昭和時代の回顧をした節でのスト権ストの項目によれば、当時の指標としては下記のようになる。
- 鉄道営業キロ：26,866 km
- 国道延長：41,969 km（うち高速道路1,888 km）[† 14]
- 自動車保有台数：2,914万台

首都高速道路は初日の26日（水曜日）の通行台数は593,481台と普段より7万台余りの増加であった。ただし、渋滞は増加している。首都高速道路公団もマイカー通勤への代替で混雑することは予測していたが、原則として入り口の閉鎖は実施しないこととしていた。一方、東京周辺の高速道路では、調布警察署が27日早朝、甲州街道の通行台数が平日の2倍に達した旨を述べている。
もっとも、泊まり込み、積み残しなどの対応が取られたとは言え、首都圏の12月1日を例示すると総武線、常磐線沿線の道路網や国道6号、東京都道318号環状七号線ではマイカー通勤への切り替えによる深刻な渋滞が発生している。なお、この日は神奈川県から東京方面は比較的スムーズだった。また、長距離輸送でも平常より多くの交通量が負荷となった悪影響は一部で報じられており、北部九州 - 大阪便のトラック便の場合、平常時17時間のところ7、8時間の遅れが出ていたという。

#### 荷主・トラック業者の国鉄離れと貨物局の強気
上述のような背景があったことに加え、サービス内容自体に起因する問題も加わり、国鉄貨物輸送への不満はスト前（正確には「スト権奪還スト」として小規模なストが多発していた時期に）業界誌では既に何度も取り上げられていた。例えば『流通設計』が1975年（昭和50年）2・3月号で国鉄貨物を特集した際にも、社名を公にする形で記名アンケートの回答に多くの荷主、トラック業者がストによる遅れを挙げて批判していた。これを取り上げた記者座談会でも「ストと言う最大の事故対策がゼロの状態ではね。そりゃ撤退しない方がおかしい（笑）」と冷笑されている。
また、当時から遅延が発生すれば運輸業者がペナルティを荷主に払わなければならない契約が多かったが、上記のアンケートによればそのペナルティはトラック路線業者が支払っており、業者から委託された国鉄は遅延の原因を作った場合にも、何も払っていないケースが回答された。このような路線トラック業者の国鉄貨物利用からの撤退の流れに対し、国鉄貨物局は建前としては「撤退論で脅かして、インセンティブ（利用割引制）など利用メリットを拡大させようとする牽制策だ」と、スト権スト前は強気に出ていた。しかし、1975年（昭和50年）春に全日本トラック協会フレートライナー利用委員会が出した結論でも600 km以下はライナー利用のメリット無しと結論しており、従来フレートライナーを積極的に宣伝してきた『流通設計』自体もこの結論や品目による割引制すら設定されていない硬直した国鉄の運賃体系を根拠に、批判や忠告を「狼少年」扱いする貨物局とは距離を置きつつあった。

#### 代替交通機関の整備
国鉄の影響力低下は単に貨物輸送に止まらなかった。鉄道全体としては需要の伸びていた大都市圏、特に首都圏通勤通学輸送においてもかつて程の影響力は持ちえなくなっていたことを朝日新聞は下のような数字を挙げて指摘している。高度経済成長に伴う大都市への人口集中によって、私鉄・公営地下鉄などが大幅に輸送力を増強したからであった。なお、関西圏においてはその傾向は戦前からあり、鉄道分野では私鉄の方が通勤通学の主役であった。当時の報道で関西の混雑について余り報じられていないのはそうした事情もある。関東、関西以外の大都市では道路の整備が進んだこともあって鉄道以外の交通手段（自動車）が相当浸透しており、通勤輸送において国鉄の影響力は小さなものとなりつつあった。なお、朝日新聞によれば運輸省職員達は民鉄を礼賛し、木村睦男運輸大臣は「ひとむかし前と違って、私鉄や地下鉄が格段と強化されていますからね。国鉄ストといっても大したことは…」と述べていた。
私鉄側もこのストに支援ストを打たなかった各社では、「公共的使命を果たしています」とPRを行っていた。この時主要な大手私鉄は偶々、1975年8月に運賃改訂案を提出しており、運輸大臣の諮問機関、運輸審議会でその内容の審議が大詰めを迎えていたが、「兼業で儲けて輸送力増強を怠っている」といった世論からの批判に晒され、定量的な反論のための資料を準備して10月に発表するなどしたが、その直後スト権ストが発生し、乗客のために列車の運行を続ける自分たちの姿を宣伝する機会が到来した。このストを機会に民鉄協は、峠を越した組合対策から利用者への説明に重点をシフトするよう決めており、その点でも国鉄との違いを見せている。なお、運輸審議会が値上げ申請に対して答申を提出したのはスト終盤の12月2日であり、前回（1974年）の値上げが不十分だったことも相俟って、申請した値上げ幅に近い率での値上げを認可するものだった。
| 各都市圏           | 国鉄 | 私鉄・地下鉄 | 自動車 |
| ------------------ | ---- | ------------ | ------ |
| 首都圏             | 24.2 | 35.6         | 40.2   |
| 中京               | 6.2  | 27.0         | 66.8   |
| 京阪神             | 13.5 | 44.9         | 41.6   |
| 三大都市交通圏全体 | 19   | 37           | 44     |
| 福岡               | 9.7  | 21.8         | 68.5   |

なお、当時、首都圏の公民鉄各線の輸送力増強・新設計画は国鉄線とは別立てで、運輸大臣の諮問機関である都市交通審議会で各社・自治体等の意向を調整した後、答申として纏められていた。答申は都市圏の膨張に伴って数度の改訂を経ていたが、1968年4月10日に提出された都市交通審議会答申第10号までは目標年次を偶々1975年として策定し、不十分との評価を受けつつも、政府・自民党も財政支援策を打っていったため党機関紙『政策月報』でもこの答申を扱っている。しかし、この答申10号で既存路線の混雑緩和策として追加された路線を中心に、地下鉄網の建設は遅延していた。そのため、救済対象であった銀座線、丸ノ内線などの混雑が上述のように極限に達している。他にも民鉄線を中心に工事に遅れが生じていたり、計画のみで着工できない路線が幾つもあった。なお、この答申に続く答申である都市交通審議会答申第15号がストの3年前に提出されており、スト時点で首都圏の最新の計画だったが、その目標年次は1985年であり、計画通り建設されたとしてもこのストには間に合うものではなかった。
ただし、常磐線沿線のように当時、近隣に鉄道路線の無い地域では上述のように、ストの影響は大きかった。結局、スト期間を通じ足を奪われた人の約1割が民鉄に振替利用する結果となった。また、国鉄線と私鉄線が平行していてもその輸送力に格差が開きすぎている場合にも、いわゆる殺人的混雑は発生した。その典型が当時経営難に入りつつあった時期で輸送改善が進まなかった京成である。『交通新聞』ではスト期間中割れたガラスの枚数は私鉄で最も多かったことが報じられている。その数、158枚。京成の担当者は「輸送力増強の立ち遅れは認めるが、国鉄、営団と同じにやれというのが無理な話」とコメントを出した。いずれにせよ代行輸送を果たした私鉄各社は交通新聞からも賞賛の扱いを受けている。

### 私鉄総連の28日スト
11月28日は平日の金曜日だったが、この日の動きは私鉄の一部がストを打ったため更に人の出が閑散とした一日となった。官公労と政府との駆け引きとは一線を画する動きだったが、旅客流動には一定の影響を与えている。
私鉄総連は民間企業のためスト権を「奪還」する必要性は皆無だったが、官公労のスト権問題とは関係なく、労働協約の改定を巡って11月28日に24時間ストを打つ構えを見せていた。しかし大手私鉄で実際にストに突入したのは東武くらいでそれも早朝5時には妥結し中止、他社は27日中には妥結していた。しかし、大手の動向を見て態度を決める方針だった中小各社は交渉内容に年末一時金が掲題されていたこともあり、28日のみ、抜き打ちでのストに突入していった。
これら中小私鉄の内大半を占める68社がバス会社であったため、28日は事実上私鉄駅への経路変更も不可能な通勤通学客が続出、地方都市の他首都圏の私鉄沿線でも出足は鈍り、却って平常通りのレベルのラッシュとなった。この日に限っては「かなりの増収を」という目論見も潰え、増員を図ったことで却って足が出るという私鉄の広報担当者の声も記事で取り上げられている。相変わらずの殺人ラッシュが続いたのは営団のみであった。
- 京浜急行電鉄：2〜3割減
- 東京急行電鉄：平常並
- 小田急電鉄：2〜3割減
- 京王帝都電鉄：2割減。京王八王子駅50%減。
- 西武鉄道：西武池袋線40%減、西武新宿線30%減
- 東武鉄道：東武伊勢崎線やや減、東武東上線大幅減
- 京成電鉄：平常よりやや増

### 29日以降の情勢
事態が膠着する中、国労と動労は11月28日に「4日目以降も全面スト」に方針を切り替えた。なお、4日目と5日目は土日であった。しかし、政府・自民党は強硬姿勢を崩さなかった。富塚は頼りとした倉石忠雄から「椎名副総裁が動かないからどうにもならない」と電話で返答されたという。
政治的駆け引きが続く一方、土曜、日曜は週末ということもあり、金曜日より人出はさらに減少し、混雑も一息ついた形となった。

### スト敗北へ
スト突入前に倉石は、付与論と反対論が交錯する自民党内の公労法問題調査会で、「労働基本権は尊重するが、スト権問題については今後二年間党・政府で検討する」という見解での収拾を図ろうとしていた。だが、スト突入後に自民党内では強硬論が支配的となり、倉石の見解で決着することはほぼ不可能となっていた。自民党内に強い影響力を持っていた副総裁の椎名は「今スト権を容認するわけにはいかない」という線から踏み出すことはなかった。自民党では「専門委員懇談会意見書の尊重」を基軸に、中曽根康弘が党としての見解をまとめた。
三木はある程度労働側の要望も入れた形での収拾の可能性も探り、12月1日午前には政府声明に「労働基本権の尊重」を入れる意向を椎名に述べたが、椎名はこれに難色を示したという。午後、自民党総務会では中曽根のまとめた案をもとに党見解を決定、これを受けて政府は臨時閣議で政府声明を了承した。12月1日夕方、三木は自民党内の意向に沿う形で「ストに屈しない」との声明を発表した。記者からの「スト権を与えるのか、方向を示してほしい」という質問には「国会で議決するものに、今色よい返事をすることができない」と三木は述べた。
山岸によればこの政府声明の内容を公労協側も事前に承知しており、国労はこれを機会にストを終了したかったと言うが、山岸は公労協に世論を無視した闘争の「授業料」を払わせようと考えており、スト続行の決議を宣言して宥和策を断ち切った。ただし12月2日未明保坂尚郎全逓書記長とは「上尾事件の再来はまずい」と考え、相談を行っている。2日に代議士の田辺誠も交えて打ち合わせた際には全逓・国労はスト収拾に完全に積極的になっていたが、中曽根が「2日中止説」を流しているのを知った山岸は「公労協から自民党に内通している者がいる」と再び強硬方針を採り、4日午前零時の中止を決定した。当時赤字の国鉄の賃上げが続いていた一方で黒字の電電公社は賃上げが少なく、山岸自身が国鉄の組合の姿勢に矛盾を見出していたという事情もあった。
これによりほぼ大勢は決し、公労協は12月3日に正式にスト中止を決定した。

#### スト中の保守作業と平常運転の立ち上げ
スト中には線路上に侵入した一般人による置石の悪戯が多発することが知られていたため、保線区の職員は警戒をつのらせていた。
また、スト中にもレールの錆を取り、軌道回路の接触不良を防止するため等の目的で保安列車が28日、30日の深夜などに動かされていた。
運転再開のきざしが見え始めた12月3日朝より国鉄本社は再開準備を本格化させた。再開にあたって処理しなければならなかった課題は安全確認列車の運行により、踏切警報機、信号が正常に作動するかを確認すること、車両の整備、そしてスト状態から平常に復するための立ち上がりダイヤの作成であった。

#### スト中の野党各党の見解
三木政権が1日に上述の政府声明を発表した際、朝日新聞が主要野党4党および主要労組の見解を簡略に纏めているため、これから引用する。
スト権ストに対して
- 社会党：全面支持
- 共産党：原則的支持
- 民社党：この機会に直ちに止めるべき
- 公明党：一時休戦（公労協の立場には理解）

政府声明に対して
- 社会党：行政の最高責任者としての姿勢を放棄したもの
- 共産党：反動的挑発
- 公明党：あいまいで後ろ向きの結論

なお、スト権に対しては4党共回復要求を支持していた。民社党及びその支持母体である同盟はスト権獲得の方法において穏健路線を取っており、その点で公労協と距離を置いていた。そのため、政府声明に対しては母体の組合である同盟は次のような見解を出している。
- 同盟：一括条件付き付与が明らかにされていない点で不満。違法、政治ストは中止し、国会で解決すべき。

朝日新聞によれば、他には新産別が下記のようなスタンスであった。
- 新産別：全力を挙げて公労協を支持

## 影響とその後
8日間のストにより定量的な影響は下記のようになっている。
- 旅客列車運休：14万2502本[83]
- 貨物列車運休：4万1317本[83]
- 貨物減送量：368万トン[83][84]
- 郵政省：郵便滞貨 1億7180万通、小包滞留 50万6000個[83]
- 影響人員：延べ1億5120万人[83][84]
- 国鉄減収額：348億円（旅客収入減274億円、貨物収入減74億円）[84]
  - 内首都圏本部管内：旅客減収1日当たり13億円、貨物減収1億7000万円[85]

なお、国鉄減収額については1日あたり約40億円超という数字がスト中に出されている。この減収額は1975年11月20日より実施された急行、特急などの運賃値上げで見込まれた1975年度の増収分約400億円の大半を吹き飛ばすと予想され、実際ほぼその通りになった。
国鉄外への定量的な影響は次のようになっている。
- スト期間中の民鉄振替人員：1636万人[69]
  - 内営団地下鉄：560万人（増収4億円）[69]
  - 内京成電鉄：160万人（増収8000万円）[69]
- 緊急輸送命令による生鮮食料品輸送量
  - 野菜：2219トン[69]
  - 果実：9443トン[69]
- 日本航空利用客数（11月26日〜12月2日）
  - 東京－大阪：42,115人（対前年比65.7%増）[69]
  - 東京－福岡：18,425人（対前年比22.9%減）[69]
- 熱海温泉への影響

スト期間中予約客：14万9600人
内キャンセル：12万人（キャンセル被害額約10億円）
一部の産業界にも、大きな被害を与えた。繊維産業の現金問屋、苛性ソーダ工場、セメント工場などであり、同盟系の組合が強い業界も軒を並べた。ソーダについて例示すると、仕入れの在庫が底をつき、タンクローリーでの緊急輸送を実施していたが、東北・北陸では鉄道に依存してきたため、事態は深刻であったと言う。
総理府はスト中に2回世論調査を実施している。それによれば、結果は下記のようになった。
ストによる影響を受けているか？
- 受けている：1回目43%、2回目46%
- 受けていない：1回目57%、2回目43%

スト権ストの是非
- やむを得ない：1回目29%、2回目26%
- やるべきではない：1回目58%、2回目64%

### 高木体制への刷新
国鉄では頂点に位置するのは総裁、次いで副総裁と技師長である。総裁の藤井は1976年2月に責任を取って辞表を提出（正式な退任は3月5日）し高木文雄が後任となった。副総裁の井上も追従し辞任した。技師長の瀧山養は新旧両総裁から請われて留任した。

### 参加組合に対する国鉄の対応
この間、国鉄は国労・動労を相手取って202億円の損害賠償訴訟を起こした。この損害賠償訴訟については、政府声明が発表された12月1日の時点で藤井に対して自民党の実力者（中曽根康弘・渡辺美智雄ら）から強い要請があり、その後も提訴を急ぐよう自民党から連日の催促がなされたとされ、わずか2ヶ月あまりで提訴に至っている。自民党は1982年4月16日発表の党国鉄基本問題調査会交通部会の報告書「管理経営権及び職場規律確立に関する提言」で、「訴訟は端的にいって、国鉄の自発的意思によってではなく、このような国民の批判の高まりを背負った我が党の強い要請によって提起されたものであった。」と自ら「強い要請」を行ったことを表明している。また、スト権ストについて「暴力革命思想の発露であり、民主主義の否定」と主張した。
他に、愛媛県青果農業協同組合から損害賠償を求める訴訟が起こされている。このため、富塚も12月20日には蜜柑専用列車はストから除く旨声明していた。
ストに参加した職員に対する処分も実施された。しかし、その後もストこそ減ったものの職場の荒廃は一向に収まらず、その点に一挙にメスが入るのは1982年に相次いだ批判的報道によって世論の強い批判を浴びてからのことであった。
- 解雇：15人
- 停職：270人
- 減給：1449人
- 戒告：3671人

処分の実施は前述したように組合の財政面に打撃を与えるのに有効であったが、ILOの勧告により、1973年以降は損失補償の必要な戒告以上の処分を大幅に減らし、「処分の段落とし」と呼ばれていた。その様な中での数字であることを附記しておく。

### 労働組合の対応
このスト権ストで組合側は敗北し、国労・動労は組織防衛の観点から政府側との全面対決を避け、高木総裁時代以降は微笑外交に転じ、スト戦術からの転換を図ってゆく。この内、国労は上述のように内々にスト放棄を決めていたが、様々なセクトが入り込んで組織として統一が取れなくなっていたためその後もスト放棄を決められなかった。世間からは「こんなことまでする組合は許せない」「こんな組合を甘やかしてきた経営側も許せない」などの批判が保守派を中心に噴出し、ストに対する抗議デモも実施された。ストに反対していた同盟はこれを組織拡大の機会と捉えていたが、鉄労の組織比率は民営化・人員整理への動きが一挙に進捗する1980年代まで低迷した。
1974年に23日に達していた国鉄の年間スト延べ日数は、スト権スト以降、1976年には8日、1977年には6日と急減した。
しかしながら、スト後も1970年代を通じ、国労・動労は貨物部門を含めて人員整理に反対を継続しており、富塚も当初は国鉄からストの賠償訴訟が出された場合、貨物中心に抵抗闘争を実施すると公言し、自動車、鉄鋼、石油など大企業の長大貨物列車に狙いを定めるとしていた。こうした国労・動労の姿勢は国鉄外や経営側ばかりでなく、鉄労からも批判された。一例として、1980年4月の運賃値上げの際には、経営側は増収見込みを1,160億円と見積もっていたが、鉄労はこの数字を70年代後半に国労・動労が打ったストによる直接的な減収1,034億円と並べて「間接的損益を含めると、今回の増収見込み額を遥かに超えてしまいます。」「自ら減収を招くようなストを打ちながら、値上げにも反対では、スジが通りません。」などと意見広告で述べている。この表から、76年度以降も頻度が減少したにも係らず、3年分を合計すると538億円と、スト権ストを上回る直接的な減収があったことが分かる。
| 年度      | ストライキ件数 | 運休本数 （客貨合計） | 減収額 （単位・億円） |
| --------- | -------------- | --------------------- | --------------------- |
| 1975年    | 9              | 272,549               | 496                   |
| 1976年    | 6              | 74,525                | 185                   |
| 1977年    | 8              | 30,979                | 126                   |
| 1978年    | 11             | 78,133                | 227                   |
| 4ヵ年合計 | 34             | 456,185               | 1,034                 |

しかし、こうした輸送量の急速な減少と貨物経営の悪化は組合にも危機感を与え、動労は組合員の職場を守る目的で、1978年（昭和53年）7月の全国大会で「貨物安定輸送宣言」を行って、貨物列車をストライキの対象から外す方針を打ち出した。

### 国鉄運賃の大幅値上げ
スト権ストは当時懸案に上っていた国鉄経営問題にも影響を与えている。
スト直後には、戦後長らくインフレーションに対して、低位の値上げ幅に抑制されていた国鉄運賃や、1964年度以降累積していった長期債務の問題に関し、抜本的な改正が俎上に上ってきた。12月22日夜、1976年度予算要求として、運輸省は下記の要求を行う旨、自民党の国鉄問題懇話会に説明した。
- 毎年60%の値上げ(実収の増額40%)を2年間に渡って実施する[102]
- 運賃法定主義（国会議決の要件）を緩和し、自主的な設定が出来る余地を広げる
- 6兆8000億円の長期債務を国が一部肩代わりする
- 1976年度として各種助成・政府出資合計4400億円を要求する

なお、懇話会が挙げていた再建案は下記のようになっていた。
- 1976年度の政府助成と出資は5200億円
- 運賃値上げ幅は抑制する
- 運賃法定主義を大臣認可制に切り替える

これに先立ち大蔵省は国鉄収入の倍増を目的に、1976年度80%、1977年度50%の値上げを検討していたが、値上げ幅が高すぎて国会を通過しないと自民党から釘を刺されたため、値上げ幅は予算折衝の中で検討すると合意した経緯があった。また、スト権ストのため自民党内のタカ派は国鉄に批判的となっていたが、懇話会はタカ派をけん制する意向があった。一方で、運輸省案は懇話会の案より後退した内容であり、懇話会はこれにも懸念を持っていた旨が報じられている。
当時スト権ストとの絡みでは、条件付スト権付与と大臣認可制への切り替えをバーターとする国鉄族議員（田中派の議員が多かった）の意見と、ストの処分と合理化などの内部努力の明確化を確約させてから運賃問題に取り組むべきと主張するタカ派のグループが存在したが、結局運賃値上げは翌年の通常国会では流れた。その後、1976年度予算では地方交通線や大都市交通施設整備などへの政府助成拡大と債務のうち2兆5000億円の棚上げは通過したが、国鉄が6月1日からの値上げを見込んで予算を組んでいた運賃法の改正は、値上げ率を毎年50%に圧縮して秋の臨時国会にて成立し、11月6日から施行された。
業界誌ではこの値上げについて貨物運賃に限定して眺めている。『流通設計』によれば実施された値上げは賃率58.8%、平均名目率53.9%、値上げによる実収予測は37.2%と予測された。この実収率は国鉄運賃が1%上がるごとに0.235%の貨物が他輸送機関へ逸走すると言う弾性的な関係を前提に運輸省が算出したものである。1975年度貨物輸送量1億4200万トンに当てはめた場合、約1800万トンの逸走量であると報じられた。その他、全国通運業連合会は58%の値上げが実行されれば通運の貨物量は平均35%減少すると予測し、「通運業者を殺す気か」と訴えた。この値上げが発表されたことでトラック業者への荷主の期待は高まったが、一部のトラック業者には国鉄フレートライナーに期待して私有コンテナの整備に投資してきた経緯があり、この値上げで自車運行の方が割安となるルートが増加するとその投資が無駄になる懸念があった。
一方で、利用者自身の足で適宜自由にルートを変更できる旅客輸送では、併走私鉄のある、首都圏の東海道本線・横須賀線（京浜急行電鉄本線）、東北本線（東武鉄道伊勢崎線・日光線）、中央線快速（京王電鉄京王線および西武鉄道新宿線・拝島線）、京阪神間の東海道・山陽緩行線（阪急電鉄、京阪電気鉄道、他）、紀勢本線・阪和線（南海電気鉄道南海本線）、関西本線（近畿日本鉄道奈良線・大阪線）、カッコ内は競合併走私鉄）、などで主に通勤客のさらなる逸走を招いた。また、東海道・山陽新幹線においても並行する航空路線（日本航空・全日空など）への旅客の逸走によって利用者が減少した。さらに、高速道路の延伸の進捗もあり、それまで国鉄が独占してきた地方都市間の旅客輸送においても、並行する高速道路を走行する高速バスやマイカーに旅客が大きく逸走するようになった。
中でも最も象徴的な例が近畿日本鉄道の名阪ノンストップ特急の復活であった。大阪〜名古屋間ではこの時まで、東海道新幹線により国鉄が圧倒的時間優位に立っていたが、国鉄運賃および特急料金の急騰により「時間2倍、運賃半額」とコストパフォーマンスで肩を並べた結果、運行の確実性と乗務員の接客体制の優位を得ることになる。減車が続き、1976年3月18日ダイヤ変更で遂に減便に踏み切った上で全列車を2両編成で運転するようになり、さらには廃止論や単行特急案まで出ていた近鉄名阪ノンストップ特急は、この値上げによりそれまでとは一転して乗客が殺到し、翌1977年1月18日ダイヤ変更では早くも全列車2両運転を取り止め、一部列車を3両あるいは4両編成の運転を再開させ、また他の列車も当時の近鉄特急形車両のフレキシビリティを生かして臨時増結が相次ぎ、ついに1980年には最低3連、1985年には最低4連、実質的には常時6〜8連と増強され、『アーバンライナー』以前の近鉄特急の代名詞的存在であった『ビスタカー』の運用も1978年より新型車両で復活するなど、一度は奈良大和路と伊勢志摩方面への観光輸送へとシフトしていた近鉄特急の金看板に返り咲いた。
その後50%もの大幅値上げこそ無くなったものの、1977年より国鉄運賃の改定は国会審議を経ずとも運輸大臣による認可制に変更されたことで、改定の手続きが簡略化されたことで、1983年を除き、分割民営化までほぼ毎年小刻みに値上げされ続けた。

### 荷主離れに色めく競合輸送機関
国鉄が自滅的対応で手放していった荷主を巡り、競合輸送機関は目をつけ始めた。国鉄の運賃値上げを歓迎したのは路線トラック業界の一部と内航海運業界であった。理由は、下記2点に纏められる。
- ストで荷主に迷惑をかけたにもかかわらず値上げを実施することで、更に競争力が喪失され、国鉄から離れた荷が流れてくるため[† 23]
- 国鉄が値上げを実施することで自社が値上げを行う環境が整うため

『内航海運』によれば、通運業での収入が総売上の48%を占める日本通運のような企業でも、国鉄離れに対応して1976年3月より社内に「海上システム委員会」を発足させ、トラック、内航、フェリーでの受け皿を確保することに懸命となった。問題だったのは大勢の議論ではなくやや細部への影響である。荷主の国鉄からの逸走については十条製紙、王子製紙のように複数の荷主側からほぼ確定的なコメントも出されてはいたものの、その受け皿については各社各様であり、その荷がどの輸送モードに流れるかについては、各社で読みが分かれていた。フレートライナーを利用していたトラック業者に関しては第一貨物自動車のように頻発するストのため傭車を繰り返すデメリットを問題視し国鉄利用を減らすと明言している業者があった。なお、同誌で話題となっていたのは北海道－東京間の定期航路や関西を中心とした航路であった。関西航路の場合、国鉄が運賃値上げをする事によって自らの値上げがやり易くなる点に着目している阪九フェリーのような社もあったが、目前の不況対策への対応が精一杯で国鉄離れに対しては中長期の課題と纏められている。なお内航とフェリーは共に海上輸送に属するが、共闘して他の輸送モードに対抗しているわけではなく、当時は対立関係にあった。
国鉄は1976年1月7日に運輸審議会に値上げを申請し審議会は2月4日に認可し国会審議の通過を待つ状況となっていたが、翌2月6日には西濃運輸、福山通運、日本運送等トラック業者379社が平均23.5%の値上げを申請していた。ただし、トラック業界ではダンピングの横行で値引きするのが常識と化しており荷主に値上げを要請するための"口実"としての意味が大きかった。また、国鉄貨物衰退を尻目に省エネの面でも脚光を浴び始めていたのは内航海運であり、運輸省では調査委員会を設ける熱の入れようであった。
いずれにせよ、大山運輸、新日本海フェリー、太平洋沿岸フェリー等一部の業者は営業陣を強化し、国鉄を利用してきた荷主回りを強化し1976年春の段階で手応えを得ている社もあった。

### 国鉄貨物の衰退

日本の貨物輸送シェア推移

運輸白書では毎年の国鉄の貨物輸送を掲載しているが、1972年度に1.85億トンあった貨物輸送トン数はスト権スト前年の1974年度には1.58億トン、1975年には1.42億トンにまで減少し経営をさらに圧迫することとなった。その後1976年度は1.41億トン、1977年度1.32億トン、1978年度1.33億トンと推移し、上記のような予測に反して値上げの影響は直ちには現れてこなかった。輸送トン数でも顕著な減少が観察されるようになるのは1980年代に入ってからである。
JR貨物の会長を務めた伊藤直彦は、日本において本来鉄道が得意とする500km以上の遠距離輸送においても鉄道貨物が衰退していった理由を幾つか列挙した際、その一つに、このストによる信頼失墜を挙げている。大阪のある大手メーカーには当時「もう二度と鉄道は使わない」とまで言われたと言う。
本事件の一場面として引き合いに出される築地市場での貨車輸送も、本事件により完全に衰退していくことになるが、同市場は設計に起因する問題から周辺の道路で交通渋滞を引き起こし、豊洲市場移転論に一石を投じることにも繋がった。
1978年10月、国鉄は白紙ダイヤ改正を実施した。これは国鉄史上初めて輸送力削減を目的とした白紙ダイヤ改正となり、1976年10月ダイヤ改正に比べて貨物列車を664本削減して4,232本、列車キロも6.5万km削減して47万kmとした。また操車場や貨物取扱駅の削減も実施した。
続く1980年10月のダイヤ改正では、さらに6.1万kmの列車キロを削減し、貨物分野の収支均衡を狙った。しかし輸送量は計画を大きく下回り、運賃値上げにもかかわらず収入が減少して、収支係数がさらに悪化する事態となった。1982年11月のダイヤ改正でもさらなる輸送力と経費の削減を図ったが、それ以上に収入が減少して収支係数はさらに悪化した。
こうして、ついに抜本的な輸送改革は避けられないものとなり、1984年2月のダイヤ改正ではヤード系の輸送方式を全廃して、現在の直行輸送方式を中心としたコンテナ輸送体系に移行することになった。

### 国鉄経営形態論への影響
一方、専門委員懇談会が答申で示した「三公社五現業の経営形態の見直し」は、国鉄の経営形態論に対する議論として引き継がれていく。議論はまず、国鉄の外で活発化した。1976年7月20日に、日本国政府は公共企業体等基本問題会議を発足させ、1978年6月19日に意見書が提出された。
意見書内では「国鉄の一部、たばこ専売およびアルコール専売については、民営ないしそれに準ずる経営形態に移行することが適当であり、移行が実現すれば争議権は認められる」とされた。
貨物については1975年8月、スト権問題と同時並行で角本良平が運輸省の国鉄再建問題懇談会にて「安楽死論」を述べていたが、1976年7月2日、日本経済調査会の「交通論議における迷信とタブー」が発表され、「今後十年間に十九万人という大量の退職者が出ると言うこの機会をとらえ、思い切って貨物輸送を整理すれば、人員整理もしないで、赤字要因を取り除くことが出来る」とした。
なお、これを紹介した毎日新聞は「減速経済にふさわしい総合交通体系論」の必要性を社説で述べたが、角本は総合交通体系論を実現不可能な理想論として否定していた。
1981年には、第二次臨時行政調査会が発足し、三公社五現業の民営化が取り上げられ、このストにおいて強硬姿勢を取っていた中曽根康弘が内閣総理大臣に就任した1982年以降、着々と実行されていくことになる。国鉄分割民営化を推進した加藤寛は「自分にとって、この専門委員懇談会が国鉄分割民営化の思想の始まりだった」と述べている。